# Battaglia di Cúl Dreimhne
La battaglia di Cúl Dreimhne (anche conosciuta come la Battaglia del Libro) ebbe luogo nel VI secolo nel Túath di Cairbre Drom Cliabh (ora nella Contea di Sligo) nel nord-ovest dell'Irlanda. La data esatta della battaglia varia dal 555 al 561; il 560 è considerato il più probabile dagli studiosi moderni. La battaglia è nota per essere forse uno dei primi conflitti sul copyright del mondo.

## Descrizione
I racconti tradizionali attribuiscono diversi motivi per questa battaglia; la più famosa è la storia della copia di un libro di San Finnian di Columcille.
Secondo la tradizione, intorno al 560, l'abate e missionario irlandese Columba di Iona fu coinvolto in una lite con Finnian dell'Abbazia di Moville per un salterio. Columba copiò il manoscritto nello scriptorium di San Finniano, con l'intenzione di conservare la copia. San Finniano contestò il suo diritto di conservare la copia. Pertanto, questa disputa riguardava la proprietà della copia (se apparteneva a San Columba perché l'ha copiata o se apparteneva a San Finniano perché possedeva l'originale). Il re Diarmait mac Cerbaill pronunciò il giudizio: "A ogni mucca appartiene il suo vitello, quindi a ogni libro appartiene la sua copia". Columba non era d'accordo con la sentenza del re Diarmait contro di lui e, secondo quanto narra, istigò una ribellione, ponendosi a capo dei Uí Néill contro il re. Si dice che la battaglia abbia causato circa 3 000 vittime.
Un'altra ipotesi tradizionale data per la battaglia, riguarda la violazione del santuario. Gli Annali di Tighernach per l'anno 559 registrano la morte di Curnan, figlio di Aed, re di Connacht. Il fatto che Diarmait avesse violato il santuario di Termonn nel monastero colombiano di Kells sarebbe la ragione della battaglia.
A ogni modo, come monaco che aveva preso le armi, Colmcille affrontò le conseguenze delle sue azioni; lasciò la sua patria per la Scozia, dove fondò l'Abbazia di Iona nel 563; le Cronache di Iona affermano che "Nel secondo anno dopo la battaglia di Cul-drebene, il quarantaduesimo anno della sua età, Columba salpò dall'Irlanda alla Gran Bretagna desiderando essere un pellegrino per Cristo".